# 哀しい予感 (曲)
「哀しい予感」（かなしいよかん）は、岡田有希子の6枚目のシングルである。1985年7月17日、キャニオンレコード（現：ポニーキャニオン）から発売された。

## 概要
デビュー曲『ファースト・デイト』から続く「学園三部作」の作詞・作曲を手掛けた竹内まりやによる、シングル3枚ぶりの楽曲提供である。
竹内は、この曲を書いた直後の岡田のライブを観に行った楽屋で、久しぶりに会った岡田から、デビュー直後の頃の笑顔が消えていたのが非常に心配だったが、そのとき「じゃあ、がんばってね」と声をかけて帰ったのが、生前の岡田と会った最後になってしまったと、2013年の『Mariya's Songbook』発売時のインタビューで当時を回顧している。
このシングルのジャケットは、岡田の遺影としても使われた。のちにポニーキャニオンが行った岡田の楽曲のファンリクエスト大会でもベスト20に入らず、ファンにとっても悲しい曲になったとして、竹内は『Mariya's Songbook』に岡田の初期のシングル3曲は収録したが、あえてこの曲は外したと述べている。

## 収録曲
両曲とも、作詞・作曲: 竹内まりや、編曲: 松任谷正隆
1. 哀しい予感
2. 恋人たちのカレンダー